# A3 (Zwitserland)
De A3 (ook bekend als Walenseeautobahn) vormt een belangrijke west-oost route in het noorden van Zwitserland. Zij begint aan de Franse grens bij Bazel en voert richting Zürich. Voorbij Zürich gaat het verder oostwaarts tot het Sarganserland alwaar de weg overgaat in de A13. Vanwege het bergachtige landschap aldaar voert de A3 door talrijke tunnels.

## Rondom Bazel
Bij Bazel hoeft men sinds de voltooiing van de Nordtangente niet meer binnendoor te rijden van en naar de Franse A35. Vanwege de complexiteit hoort de Nordtangente tot de duurste infrastructuur van Europa. De Dreirosenbrücke over de Rijn maakt onderdeel uit van het project. Tussen Bazel en de Verzweigung Augst deelt de A3 de weg met de A2.

## Rondom Zürich
Bij Zürich gaat de snelweg verder samen met de A4 door twee lange tunnels.Bij Verzweigung Zurich West gaat de snelweg weer alleen verder.
Aan de zuidoostkant van stad vervolgt de weg zijn loop langs het meer van Zürich en de Walensee en eindigt na de Walensee ter hoogte van Sargans.

### Geschiedenis
Tot 4 mei 2009 was de snelweg bij Zürich onderbroken en werd de automobilist over een vierbaansweg dwars door de stad geleid. Kort voor het gereedkomen van de zogenaamde "Westumfahrung" werd deze vierstrooksweg door de stad versmald tot een tweebaansweg als deel van een groter plan om het gebruik van de route door de stad voor het doorgangsverkeer te ontmoedigen.